# Coupe d'Italie de football 1971-1972
Navigation
Coupe d'Italie 1970-1971 Coupe d'Italie 1972-1973
La Coupe d'Italie de football 1971-1972, est la 25e édition de la Coupe d'Italie. Le vainqueur, AC Milan remporte son deuxième titre et se qualifie pour la Coupe d'Europe des vainqueurs de coupe de football 1972-1973.

## Déroulement de la compétition
La compétition change de nouveau de format, la finale refait son apparition, depuis la saison 1966-1967 le vainqueur était déterminé après un groupe final.
Au premier tour, le tenant du titre Torino est exempté, les 35 autres participants sont répartis dans sept groupes de 5 où ils se rencontrent une fois. Les 7 premiers de groupe sont qualifiés pour le tour final et rejoints par le tenant du titre.
Au tour final, les huit équipes qualifiées sont réparties dans deux groupes de 4, les deux premiers disputent la finale.

### Groupe final

#### Groupe A
| Rang | Équipe      | Pts | J | G | N | P | Bp | Bc | Diff |
| ---- | ----------- | --- | - | - | - | - | -- | -- | ---- |
| 1    | AC Milan    | 10  | 6 | 4 | 2 | 0 | 7  | 3  | +4   |
| 2    | Torino      | 6   | 6 | 2 | 2 | 2 | 5  | 7  | -2   |
| 3    | Inter Milan | 4   | 6 | 2 | 0 | 4 | 7  | 6  | +1   |
| 4    | Juventus    | 4   | 6 | 2 | 0 | 4 | 8  | 11 | -3   |

#### Groupe B
| Rang | Équipe     | Pts | J | G | N | P | Bp | Bc | Diff |
| ---- | ---------- | --- | - | - | - | - | -- | -- | ---- |
| 1    | SSC Naples | 7   | 6 | 2 | 3 | 1 | 11 | 9  | +2   |
| 2    | Fiorentina | 6   | 6 | 1 | 4 | 1 | 5  | 4  | +1   |
| 3    | FC Bologne | 6   | 6 | 2 | 2 | 2 | 6  | 7  | -1   |
| 4    | SS Lazio   | 5   | 6 | 2 | 1 | 3 | 7  | 9  | -2   |

### Finale
La finale se joue le 5 juillet 1972 au stade olympique de Rome.
| Club     | Total | Club       |
| -------- | ----- | ---------- |
| AC Milan | 2 - 0 | SSC Naples |

L' AC Milan remporte son deuxième titre.